# Sint-Martinuskerk (Gennep)
De Sint-Martinuskerk te Gennep is een typisch voorbeeld van een kerk van de Bossche School. De kerk werd met Kerstmis 1954 ingewijd. Sinds 2004, het 50-jarig bestaan van de kerk, staat er op de voorgevel Ik ben er, een verwijzing naar Exodus 3:14 van de Bijbel. In de crypte bevindt zich sinds 1984 het religieus museum De Crypte
Tot 9 september 2007 was deze kerk de hoofdkerk van het decanaat Gennep. Op dat moment was de 83-jarige deken Huisman de oudste deken van Nederland. Het dekenaat is opgeheven en valt tegenwoordig onder het dekenaat Venray, waartoe het tot 1852 reeds had behoord.

## Geschiedenis

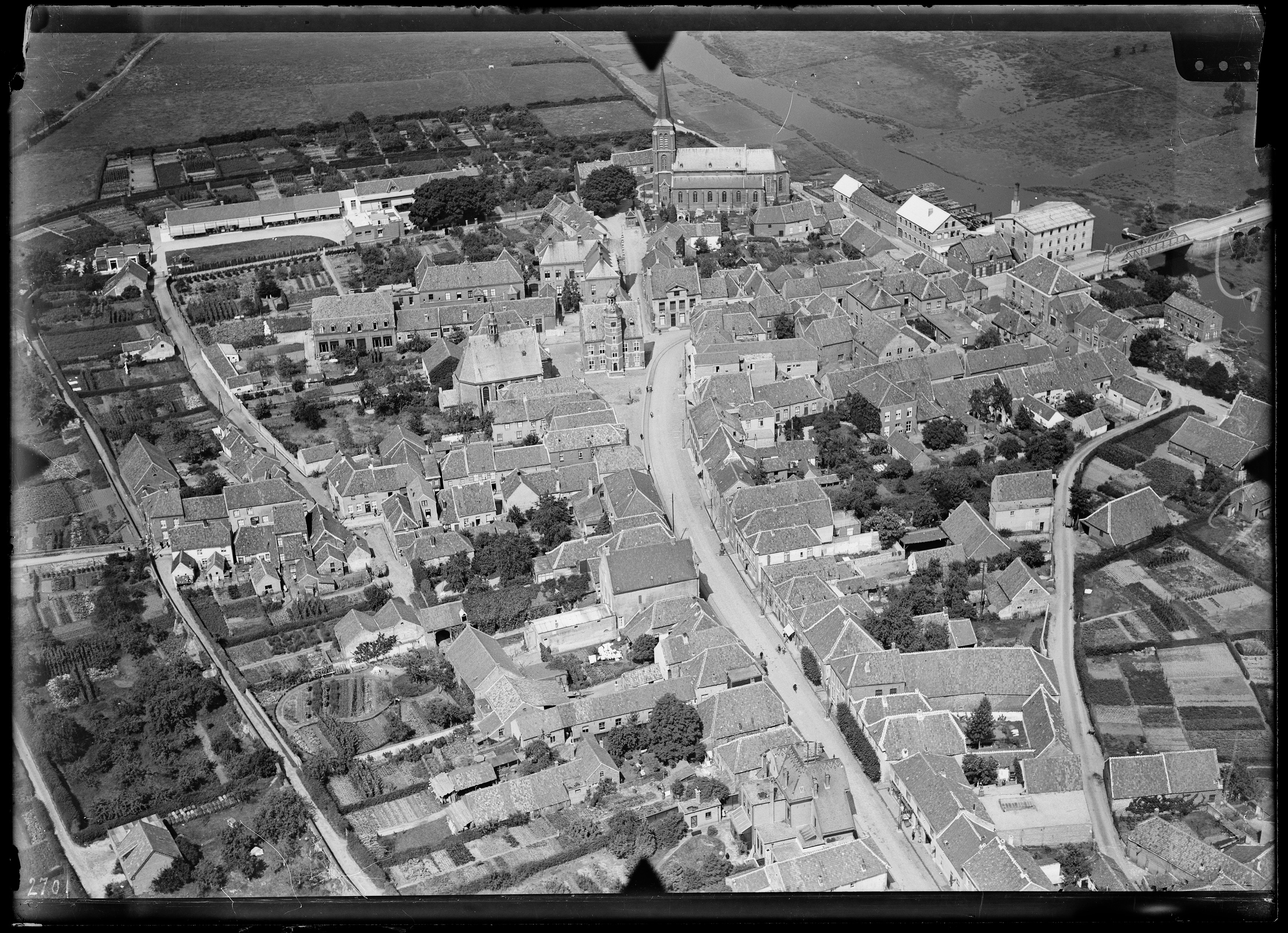
Luchtfoto van de oude Sint-Martinuskerk en de binnenstad van Gennep (1920-1940), Nederlands Instituut voor Militaire Historie.

De eerste Sint-Martinuskerk in Gennep dateert waarschijnlijk al in de achtste eeuw en zou zelfs door de heilige Lambertus zelf gesticht zijn. Deze paalkerk heeft gestaan op de plaats waar momenteel alleen nog maar de neogotische toren van de voormalige Sint-Martinuskerk staat. De bijbehorende kerk werd aan het einde van de Tweede Wereldoorlog door granaten flink beschadigd en de toenmalige deken Janssen vond dat het beter was een nieuwe kerk te bouwen dan de oude te herstellen. Bovendien kon de nieuw te bouwen kerk iets centraler in de uitdijende stad geplaatst worden. Om de tijd te overbruggen, kerkte de bevolking eerst in een nabijgelegen klooster, later in een filmzaal en tot slot in een tijdelijke noodkerk in de nabijheid van het oude treinstation van Gennep.

## De bouw
De bouw van de nieuwe Sint-Martinuskerk begon eind 1953. De architect was Nico van der Laan, een van de leidende architecten van de Bossche School. Met de plaatsing van een kruis van de balken van de oude kerk dat in de noodkerk gestaan had, werd met de bouw aangevangen. Ruim een jaar later, op Eerste Kerstdag 1954 werd, ondanks dat de toren nog niet gereed was, het gebouw plechtig in gebruik genomen. Bisschop Moors kwam op 2 juni 1962 om de intussen gereedgekomen kerk in te wijden.
De kerk heeft als voorbeeld Sint Paulus buiten de Muren in Rome en is gebouwd in een basilicastijl. Het beschikt over een boven- en onderkerk. In de bovenkerk met zo'n 750 plaatsen kon in het weekend de liturgie voor de volwassenen plaatsvinden, terwijl de kinderen vaak gelijktijdig in de kerk eronder bediend werden. Hier waren ongeveer 500 plaatsen. Toen het kerkbezoek in de jaren 60 verminderde vervielen de H. Missen in de benedenkerk. Vanaf 1978 verplaatste de toedienen van het Doopsel van de sacramentskapel naar de ruimte onder de achthoekige toren.
De kerk wordt gedragen door 12 pilaren, als symbool van de twaalf apostelen. Het middenschip heeft een houten plafond. Beneden het bordes van de kerk was een fietsenstalling gepland, nu is het een nauwelijks bereikbare, loze ruimte.
Op de voorgevel ter rechterzijde staat op de datumsteen: Caritas diffusa in aula Dei exstructa denuo leges paternas renovet et sensus paroecianis Gennapiensibus (Moge de liefde, verspreid in de opnieuw gebouwde kerk van God de vaderlijke wetten en de gezindheid vernieuwen voor de parochianen van Gennep).
Onder het portaal, eveneens aan de buitenzijde, links van de hoofdingang, staat: Civitatem tu circumda Domine et angeli tui custodiant muros eius (Omring gij Heer de stad en mogen uw engelen haar muren bewaken).
Voor de kerk staat een bronzen beeld van Sint-Martinus te paard van Joep Coppens.

## Bovenkerk
De bovenkerk heeft een drietal opvallende schilderingen, maar de meest in het oog springende is De gedaanteverandering van Christus op de berg Tabor, geschilderd door Théodore Stravinsky. In de zijbeuken zijn Maria met kind en Sint-Martinus te zien. Verder is vanuit de sacristie een glas-en-loodraam van Stravinsky te zien, dat de Goede Herder afbeeldt.
De overige glas-in-loodramen zijn van de hand van Marius de Leeuw, sommige direct na de bouw van de kerk, sommige 40 jaar later. Dit laatste was het gevolg van geldgebrek. Het verschil tussen de oude ramen, onder andere de planeten, en de nieuwe ramen, onder andere druiven en graan, zijn opvallend. De nieuwe ramen zijn beduidend kleurrijker en helderder. Enkele van de nieuw geplaatste ramen zijn geplaatst in de deur naar de doopkapel onder de toren. Hier staat een achthoekig doopvont van Naamse steen.
Het altaar is omringd door 4 engelen. Het is het tweede altaar in Nederland dat zodanig opgesteld werd dat de priester zowel gericht naar het volk als naar het tabernakel kan staan. Na het Tweede Vaticaans Concilie werd deze positionering van de priester aan het altaar namelijk vaak veranderd, waar deze kerk dus al vroeg op inspeelde.
Verschueren Orgelbouw uit Heythuysen bouwde in 1958 het driemanuaals orgel.
Een kerkganger die een grote prijs won in een loterij betaalde in het voorjaar van 2009 een grootschalige renovatie. Zowel het exterieur werd hersteld in de oude staat, waardoor de zandstenen kleur van de kerk weer zichtbaar werd, als het interieur. De muren werden binnen opnieuw gewit en zowel de plafonds als de vloeren kregen met verschillende speciale technieken hun oude glans terug. De matte, donkergroene kleur van de deuren is later dat jaar teruggebracht.

## Benedenkerk
Jarenlang lag de benedenkerk, ook wel crypte, er onbenut bij. Soms vonden er tijdelijk activiteiten plaats. In 1983 werd onder aanvoering van deken Huisman begonnen met de inrichting van een religieus museum, hoofdzakelijk met allerlei voorwerpen uit de vroegere Sint-Martinuskerk. Geleidelijk aan zijn er andere voorwerpen bij gekomen, geschonken of gekocht.
Het museum werd tweede Paasdag 1984 officieel geopend onder de naam Kijk-je kerk-kunst, vanaf 2009 De Crypte. De voornaamste tentoonstellingen zijn de zeven sacramenten, ruim vierhonderd Maria-beelden (voornamelijk uit bedevaartplaatsen) en tachtig nonnetjes in originele kledij. Verder is er een diversiteit aan onder andere communiebanken, biecht- en preekstoelen, kelken, kandelaars, monstransen, vier kostbare, 19de-eeuwse tapijten en vele soorten rozenkransen.
Tijdens de Limburgse watersnood van 1993 stroomde de benedenkerk onder water. Circa 40 centimeter heeft het Nierswater in de crypte gestaan.

## Klokken

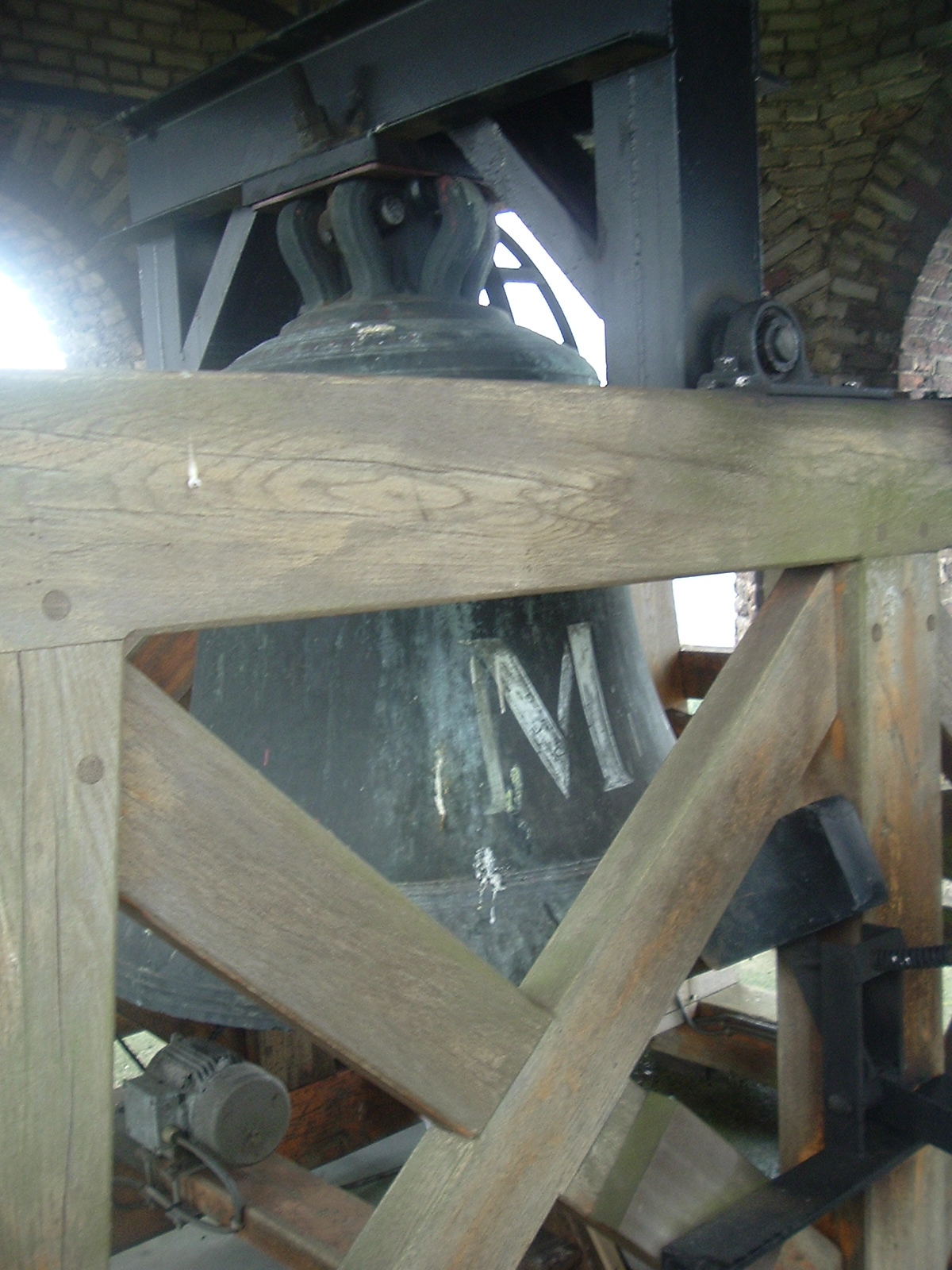
De oudste klok met de aangebrachte M

De drie klokken in de toren van de kerk werden overgenomen van de door de oorlogsgeweld vernielde Sint-Martinuskerk. In 1989 werd middels de actie Dokken voor de klokken een nieuwe klokkenstoel aangebracht in de toren.
De oudste klok werd door Peter van Trier in 1434 gegoten. Deze weegt circa 850 kg. Volgens het randschrift wordt de klok Maria genoemd. Deze klok werd in 1937 door de Nederlandse Klokken- en Orgelraad aangemerkt als monument, waarna een M op deze klok werd aangebracht. De indeling van klokken werd gemaakt door de dreigende oorlog en de mogelijkheid om bepaalde klokken om te smelten voor de oorlogsindustrie.
De angelusklok, zonder naam (zie fotogalerij hieronder)  en de derde klok zijn kleiner van formaat en werden gegoten in 1646 en 1652 door Pieter en François Hemony. De klokken wegen respectievelijk 680 kg en 250 kg. Het randschrift van de derde klok luidt: Martinus vocor et cives Gennapienses ad ecclesiam S. Martini tempore suo voco, dat vertaald kan worden als: Martinus word ik genoemd en ik roep de Gennepenaren op zijn tijd naar de kerk van Sint-Martinus. 
Tijdens de Duitse bezetting werden de klokken, zoals vele andere in den lande, opgeëist om omgesmolten te worden in Duitsland, de zogeheten klokkenvordering. De oudste en zwaarste klok zakte bij het uitnemen door het plafond en viel zonder verdere beschadigingen naar beneden, maar werd aldaar achtergelaten. De andere twee klokken werden op 23 oktober 1944 op transport gesteld naar Duitsland. De schipper van de Hoop op Zegen weigerde echter de klokken te vervoeren, waarna een minder ervaren schipper het schip met zijn lading bij Urk naar de bodem van het IJsselmeer liet verdwijnen. Na de oorlog werden het schip én de klokken, waaronder de Gennepse, geborgen. In de toren van de nieuwe Sint-Martinuskerk werden de drie weer herenigd.
De klokken werden op 9 september 2007 samen met de klokken van de 13 andere kerken uit het gehele dekenaat Gennep een kwartier lang geluid, waarna het dekenaat Gennep ophield te bestaan en onderdeel werd van het dekenaat Venray.

## Fotogalerij

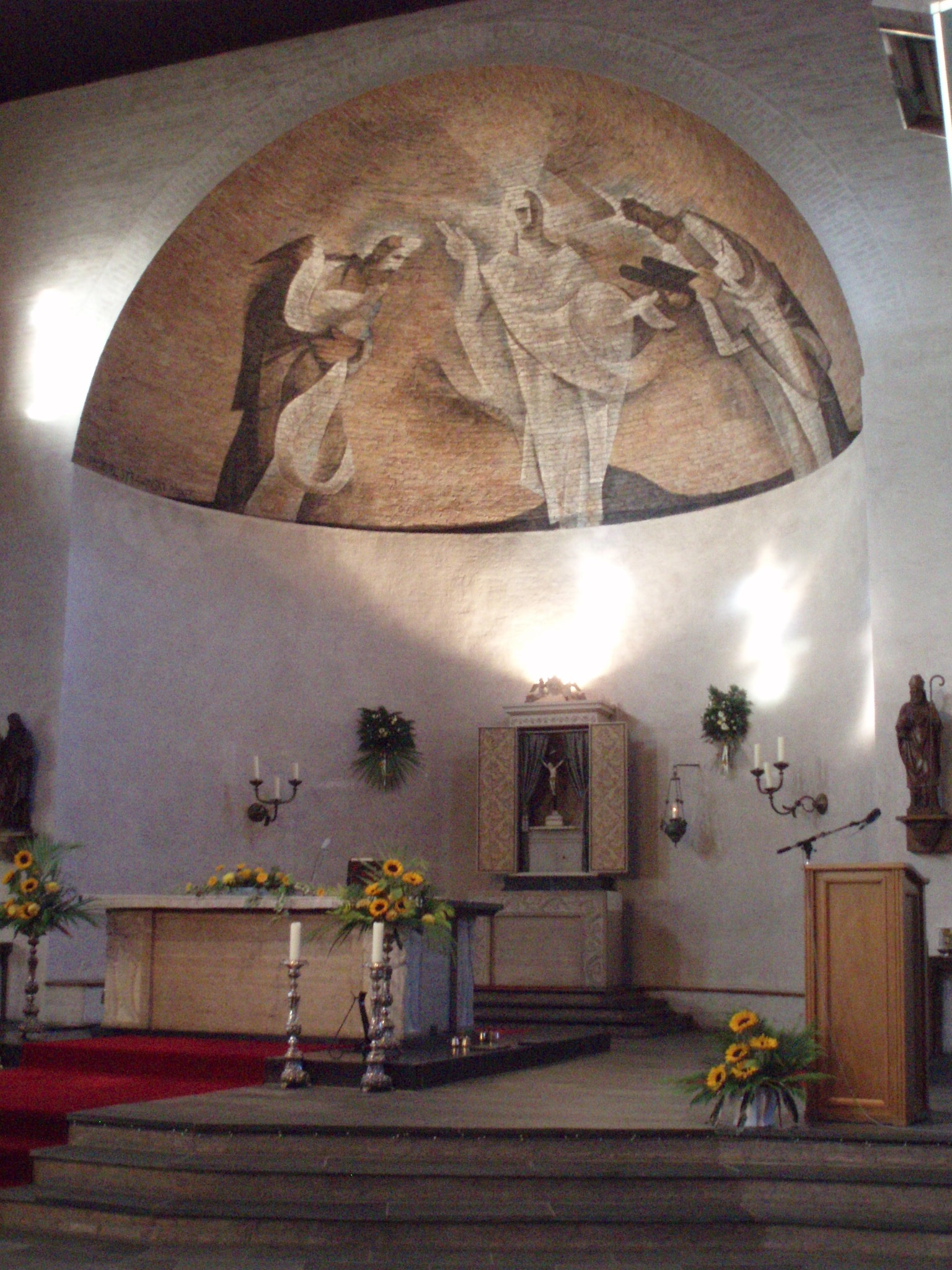
Hoogaltaar met schildering
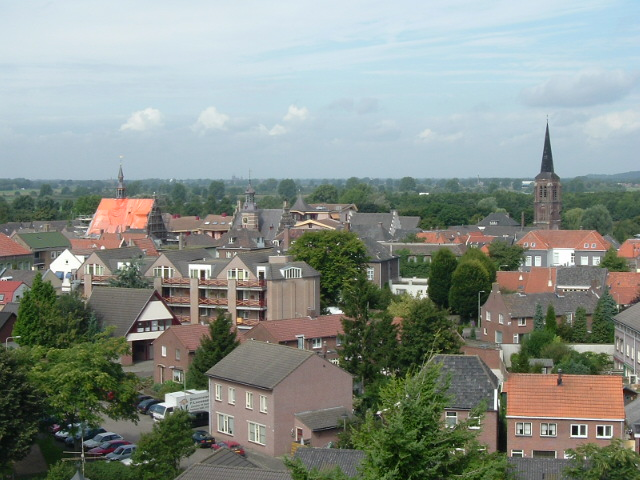
Uitzicht vanuit de kerktoren
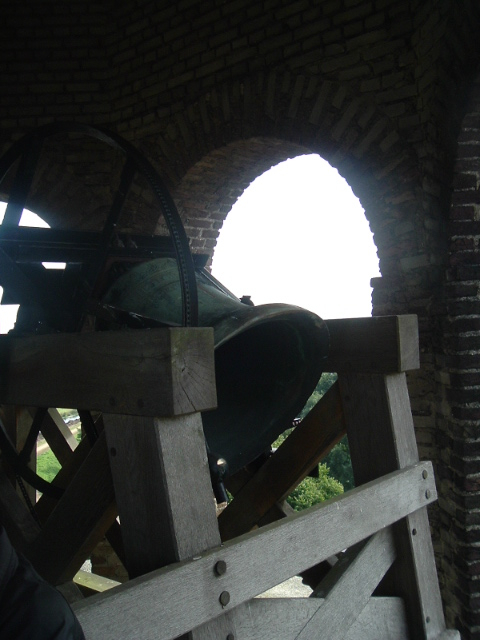
Angelusklok
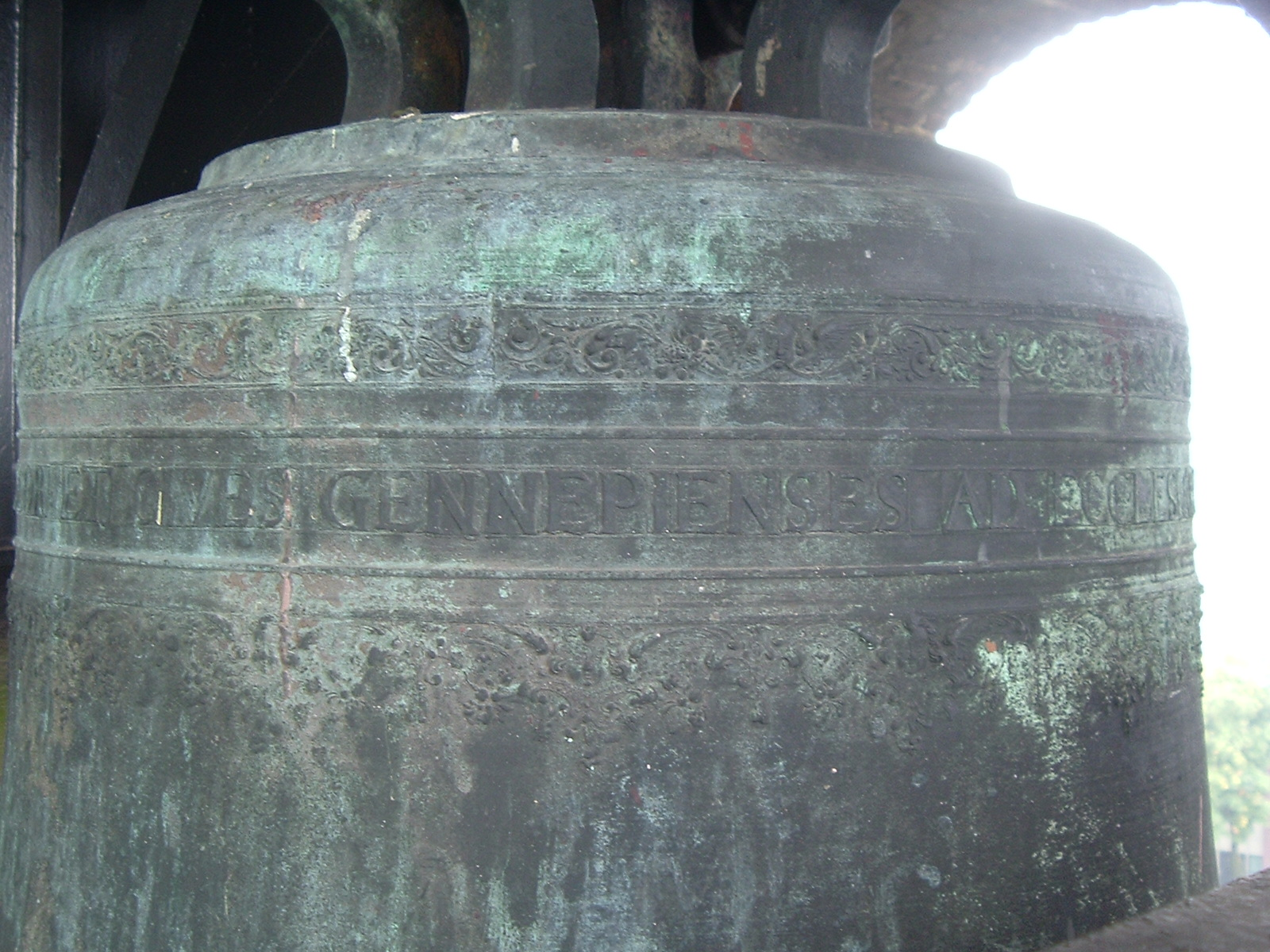
Martinusklok
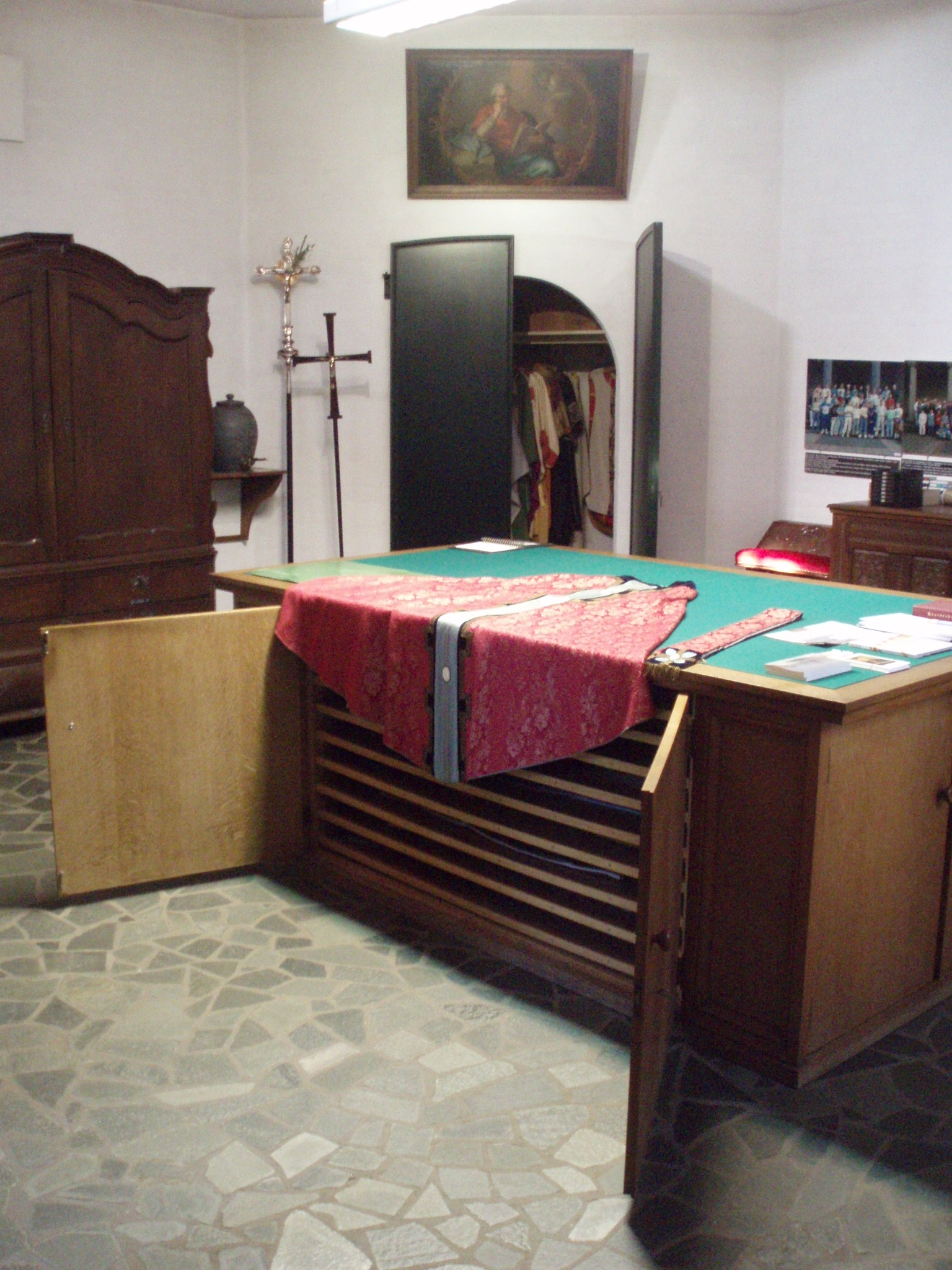
Sacristie
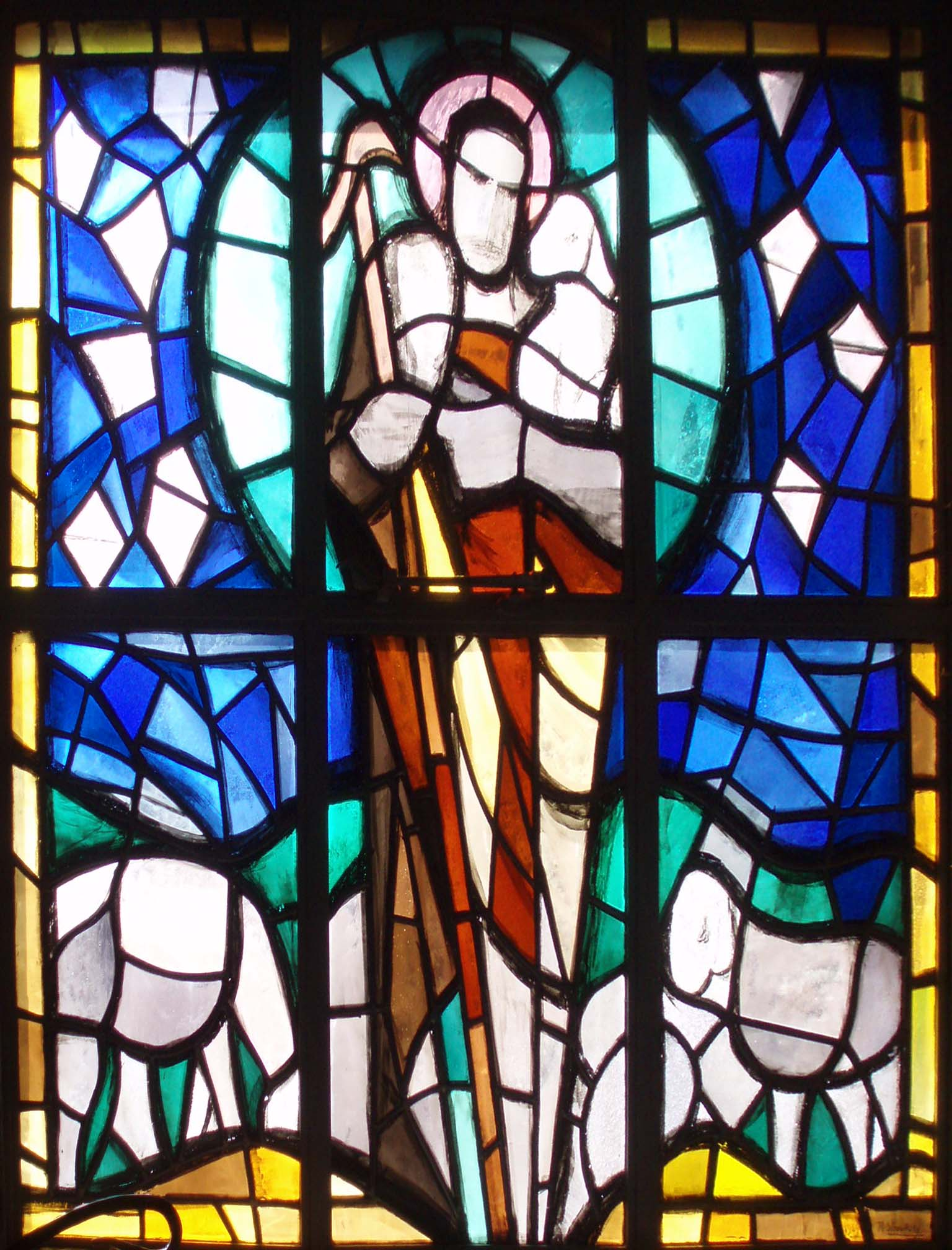
Goede Herder, glas-in-lood
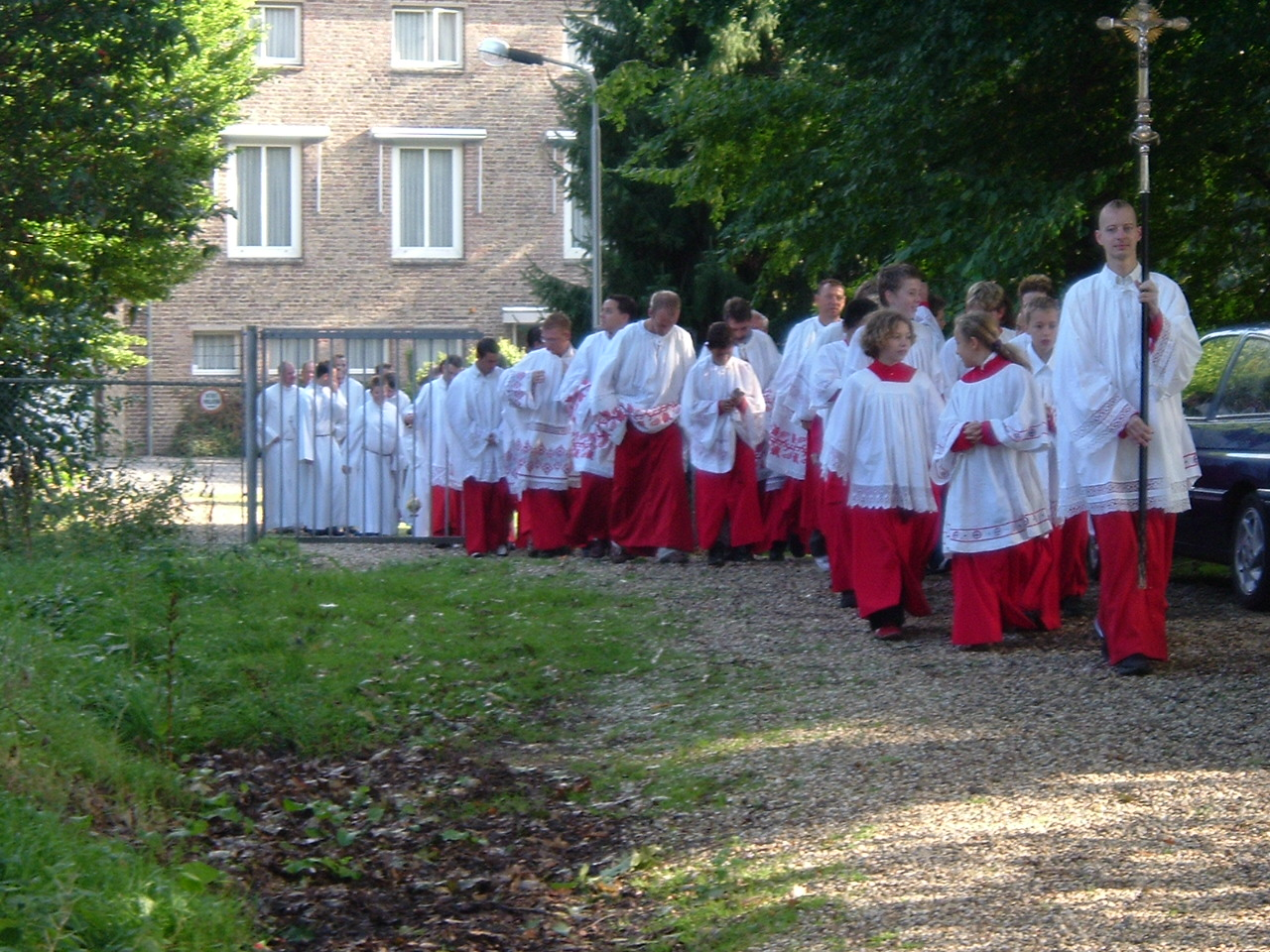
Vijftig misdienaars in 2004 bij 50-jarig bestaan
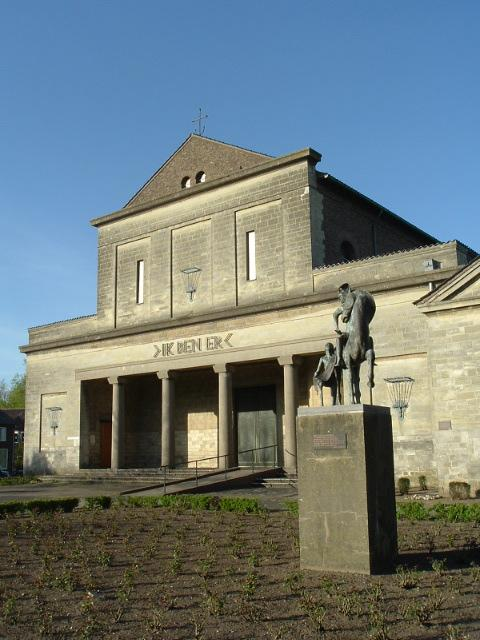
Kerk voor de renovatie van 2009
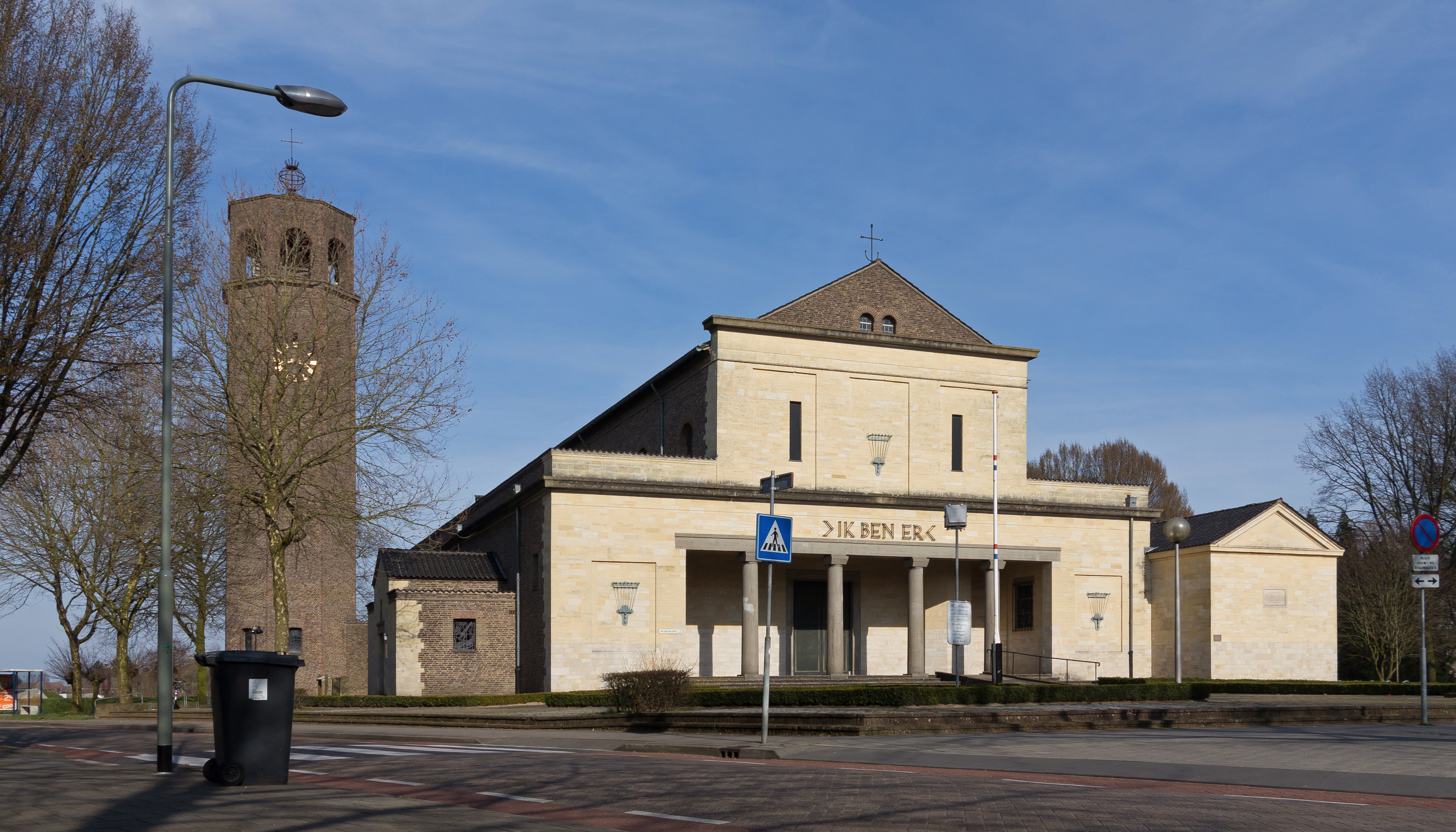
Sint Martinuskerk in 2016